# Арении
Арениите (gens Arennia) са плебейска фамилия от Древен Рим по време на Втората пуническата война
Известни от фамилията:
(Вероятно два братя:)
- Гай Арений, народен трибун 210 пр.н.е. [1]
- Луций Арений, народен трибун 210 пр.н.е. и префект 208 пр.н.е.[2]